# Džamáhíríje

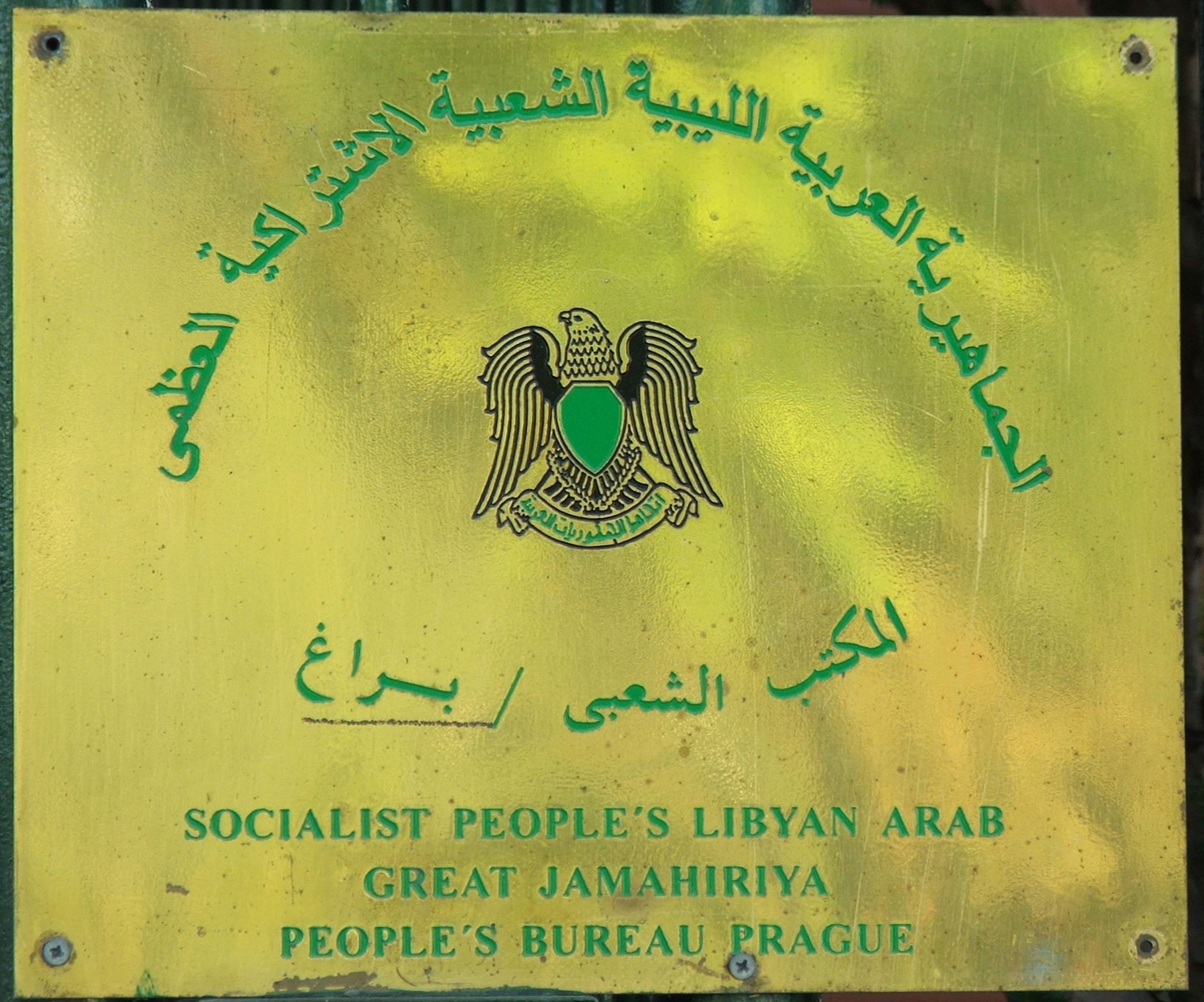
Označení Lidového úřadu (velvyslanectví) Velké libyjské arabské lidové socialistické džamáhíríje v Praze.

Džamáhíríje (arabsky جماهيرية‎) je forma státního zřízení, kterou poprvé popsal Muammar al Kaddáfí v prvním díle Zelené knihy vydané v roce 1976. Jediným státem na světě, který se kdy označoval jako džamáhíríje, byla do roku 2011 Libye (الجماهيرية العربية الليبية الشعبية الإشتراكية العظم‎, Velká libyjská arabská lidová socialistická džamáhíríje).

## Popis zřízení
Státní uspořádání je podle Kaddáfího alternativou k socialistickému i ke kapitalistickému modelu. Nejedná se o republiku ani o monarchii. Je to stát založený na přímé demokracii bez politických stran, řízený jeho lidem prostřednictvím místních rad. Nicméně, většina pozorovatelů považovala faktické státní zřízení v Libyi za vojenskou diktaturu ovládanou samotným plukovníkem Kaddáfím.

## Původ slova
Výraz džamáhíríja je odvozen od arabského slova džumhúríja (arabsky جمهورية‎, doslova „vláda lidu“ = demokracie). Vzniká záměnou slova lid za jeho množné číslo, které se většinou překládá jako lidové masy. Český překlad je tedy „přímá vláda lidových mas“. Většina jazyků však toto slovo nepřekládá.